# Бакане (Пистоја)
Бакане је насеље у Италији у округу Пистоја, региону Тоскана.
Према процени из 2011. у насељу је живело 103 становника. Насеље се налази на надморској висини од 19 м.